# Abelsche Lie-Gruppe
Abelsche Lie-Gruppen sind ein Begriff aus der mathematischen Theorie der Lie-Gruppen und Lie-Algebren.

## Definition
Eine Lie-Gruppe heißt abelsch, wenn ihre Gruppenmultiplikation kommutativ ist.
Für zusammenhängende Lie-Gruppen ist dies äquivalent dazu, dass die Lie-Algebra der Lie-Gruppe eine abelsche Lie-Algebra, also die Lie-Klammer identisch null ist.

## Eigenschaften
Für eine abelsche Lie-Gruppe {\displaystyle G} und ihre Lie-Algebra {\displaystyle {\mathfrak {g}}} ist die Exponentialabbildung {\displaystyle \exp \colon {\mathfrak {g}}\to G} ein Homomorphismus, es gilt also
{\displaystyle \exp(X+Y)=\exp(X)\exp(Y)}
für alle {\displaystyle X,Y\in {\mathfrak {g}}}. Dies folgt aus der Tatsache, dass die Multiplikationsabbildung {\displaystyle m\colon G\times G\to G} das Differential {\displaystyle (X,Y)\to X+Y} hat und für abelsche Gruppen (und nur diese) {\displaystyle m} ein Homomorphismus ist, sowie aus {\displaystyle \exp(Dm(X,Y))=m(\exp(X),\exp(Y))}.
Weiterhin ist für abelsche Gruppen die Exponentialabbildung surjektiv und hat einen diskreten Kern.

## Beispiele
Die Kreisgruppe {\displaystyle S^{1}} ist eine abelsche Lie-Gruppe. Sie ist isomorph zur speziellen orthogonalen Gruppe {\displaystyle SO(2)} und zur unitären Gruppe {\displaystyle U(1)}.
Ebenso ist der Torus {\displaystyle \mathbb {T} ^{2}=S^{1}\times S^{1}} eine abelsche Lie-Gruppe.

## Klassifikation
Jede kompakte, zusammenhängende, abelsche Lie-Gruppe ist ein {\displaystyle n}-Torus {\displaystyle \mathbb {T} ^{n}=\underbrace {\mathbb {S} ^{1}\times \cdots \times \mathbb {S} ^{1}} _{n\ {\text{mal}}}} für ein {\displaystyle n\in \mathbb {N} }.
Jede zusammenhängende, abelsche Lie-Gruppe ist isomorph zu {\displaystyle \mathbb {R} ^{k}\times \mathbb {T} ^{n}} für natürliche Zahlen {\displaystyle k,n}.
Jede abelsche Lie-Gruppe ist isomorph zu {\displaystyle F\times \mathbb {R} ^{k}\times \mathbb {T} ^{n}} für eine endliche abelsche Gruppe {\displaystyle F} und {\displaystyle k,n\in \mathbb {N} }.